# Sheng Lihao
Sheng Lihao (en chino: 盛李豪; Donglai, 4 de diciembre de 2004) es un deportista chino que compite en tiro, en la modalidad de rifle.
Participó en dos Juegos Olímpicos de Verano, obteniendo tres medallas, plata en Tokio 2020, en la prueba de rifle 10 m, y dos de oro en París 2024, en rifle 10 m y rifle 10 m mixto (junto con Huang Yuting). Ganó tres medallas en el Campeonato Mundial de Tiro, en los años 2022 y 2023.

## Palmarés internacional
| Juegos Olímpicos   | Juegos Olímpicos  | Juegos Olímpicos  | Juegos Olímpicos |
| Año                | Lugar             | Medalla           | Prueba           |
| ------------------ | ----------------- | ----------------- | ---------------- |
| 2020               | Tokio (Japón)     | Medalla de plata  | Rifle 10 m       |
| 2024               | París (Francia)   | Medalla de oro    | Rifle 10 m       |
| 2024               | París (Francia)   | Medalla de oro    | Rifle 10 m mixto |
| Campeonato Mundial |                   |                   |                  |
| Año                | Lugar             | Medalla           | Prueba           |
| 2022               | El Cairo (Egipto) | Medalla de bronce | Rifle 10 m       |
| 2022               | El Cairo (Egipto) | Medalla de bronce | Rifle 10 m mixto |
| 2023               | Bakú (Azerbaiyán) | Medalla de oro    | Rifle 10 m mixto |